# Richard II. (England)

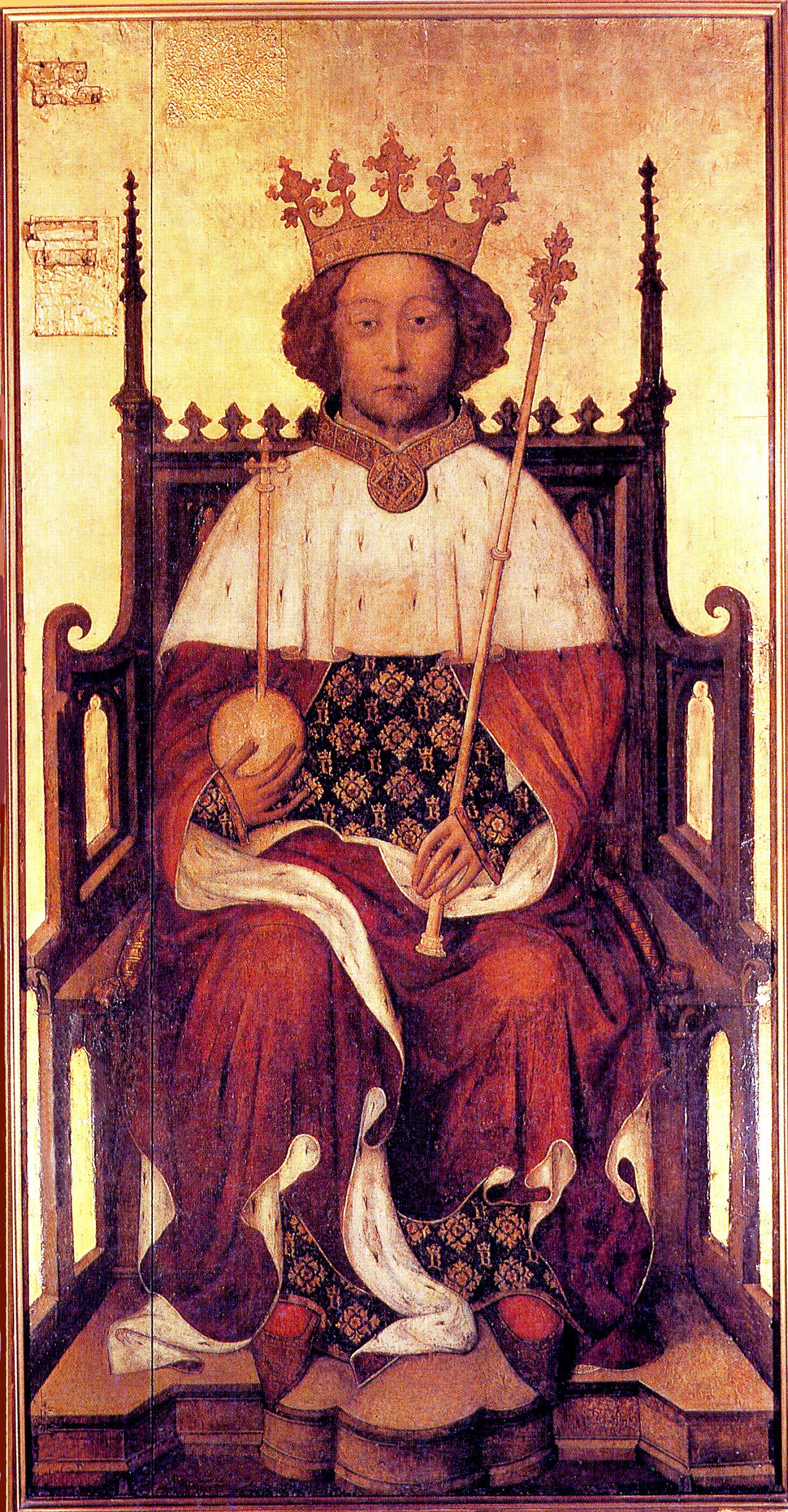
Porträt Richards in der Westminsterabtei (erstes originales Porträt eines englischen Königs)

Unterschrift von Richard II.

Königliches Wappen von Richard II.

Richard II. (* 6. Januar 1367 in Bordeaux, Aquitanien; † 14. Februar 1400 auf Pontefract Castle, Pontefract, Yorkshire) war von 1377 bis zu seiner Absetzung 1399 König von England.

## Kindheit und Jugend
Richards Eltern waren Edward of Woodstock, Prince of Wales (der Nachwelt als der „Schwarze Prinz“ bekannt), und Joan of Kent (The Fair Maid of Kent). Er war vermutlich der erste englische König, der Englisch als Muttersprache sprach, obwohl auch er die ersten Lebensjahre wahrscheinlich in Aquitanien verbracht hatte. Weil Richard vermutlich zu Epiphanias geboren wurde und bei seiner Geburt drei Könige anwesend waren, war man der Legende nach schon kurz nach seiner Geburt allgemein der Ansicht, er sei, obwohl Zweitgeborener, für große Taten bestimmt. Tatsächlich starb sein älterer Bruder Edward sechsjährig bereits im Jahre 1371. Im gleichen Jahr kehrte die Familie nach England zurück. Zum dritten Prince of Wales und zweiten Duke of Cornwall wurde Richard, nachdem sein Vater 1376 nach jahrelanger Krankheit gestorben war. Am 23. April 1377 wurde Richard in den Hosenbandorden aufgenommen. Zwei Monate später starb auch sein Großvater Eduard III., und der zehnjährige Richard wurde König von England.

## Eine unsichere Thronfolge
Richards Thronfolge war von Anfang an umstritten. Sein Vater war nie englischer König gewesen, aber als Erstgeborener fest für die Nachfolge Eduards III. vorgesehen. Da der Schwarze Prinz aber ein Jahr vor seinem Vater starb, blieb unklar, ob sein Sohn Richard oder ein jüngerer Bruder den Thron besteigen sollte. Eduard III. hatte allerdings noch zu Lebzeiten die Thronfolge Richards verfügt, was später umgesetzt, aber von den Söhnen Eduards III. und ihren Nachkommen nie ganz akzeptiert wurde. Dennoch trat das Kind als Richard II. die Thronfolge an. Gründe waren die Unterstützung durch das Parlament, das zu dieser Zeit im Streit mit Richards Onkel John of Gaunt, 1. Duke of Lancaster lag, der für Eduard III. die Herrschaftsgeschäfte geführt hatte und die Rechte des Königs energisch gegenüber dem Machtanspruch des Parlaments zu behaupten versuchte. Dazu kamen die fast schon mythische Verehrung für den Schwarzen Prinzen und der große Einfluss von Joan von Kent am Königshof. Dennoch legte die Unsicherheit in Sachen Thronfolge den Grundstein für den Zerfall des Hauses Plantagenet und die Rosenkriege nach dem Tod Richards II.
Richard II. wurde nur elf Tage nach der Bestattung seines Großvaters am 16. Juli 1377 gekrönt. Trotz seiner Minderjährigkeit wurde kein Regent bestellt, da das Parlament John of Gaunt misstraute. Die Alltagsgeschäfte übernahm stattdessen ein königlicher Rat, in dessen Hintergrund allerdings John of Gaunt und Richards Mutter Joan of Kent die Fäden zogen.
1380 wurde der junge König auf Betreiben der Commons im Parlament vorzeitig für volljährig erklärt. Ein Jahr später musste er eine erste schwere Krise meistern. Während des Bauernaufstands von 1381 gelang es aufständischen Bauern unter Wat Tyler, mit Hilfe verbündeter Stadtbürger in London einzudringen. Das Leben des jungen Königs war unmittelbar bedroht, einige seiner engsten Berater wurden erschlagen. Nach nicht mehr vollständig überprüfbaren Überlieferungen gelang es Richard II., die Lage durch persönliche Verhandlungen zu beruhigen. Er versprach den Rebellen weitgehende Zugeständnisse, bis hin zur Abschaffung der Leibeigenschaft. Dies führte zum Abzug eines Teils der Aufständischen und verschaffte dem König Zeit, neue Truppen heranzuholen, die dann die verbleibenden Bauernheere zerschlugen. Wenn auch die nachfolgende Bestrafung moderat ausfiel, erfüllte Richard seine Zusagen nicht.
Außenpolitisch bestimmte der Krieg mit Frankreich das Geschehen. Militärische Erfolge blieben weitgehend aus, so dass Richards Berater sich verstärkt diplomatischer Mittel bedienten. Im Rahmen dieser Verhandlungen heiratete Richard II. 1382 Anne von Böhmen, Tochter des Kaisers Karl IV. Die Ehe erfüllte kaum die in sie gesetzten politischen Erwartungen, da ihr Bruder Wenzel sich durch sie nicht zu militärischen Schritten gegen Frankreich bewegen ließ und Anne 1394 kinderlos starb.
Ein Feldzug John of Gaunts gegen das mit Frankreich verbündete Königreich Kastilien im Jahr 1386 schien zunächst Erfolg zu versprechen. Im Sommer 1387 jedoch war John militärisch geschlagen und musste sich wieder zurückziehen.

## Auseinandersetzung mit den Parlamenten
Während der Abwesenheit des von Richard oft angegriffenen, aber als erfahrener Verhandlungsführer agierenden John of Gaunt verschlechterte sich das Verhältnis zwischen Richard II. und den Lords schlagartig. Richard hatte persönliche Günstlinge mit hohen Staatsämtern betraut und dem Hochadel gegenüber bevorzugt. Dazu kam die Bedrohung durch eine französische Invasionsflotte, die sich in Flandern sammelte. Während der Verhandlungen des „Wundervollen Parlaments“ im Herbst 1386 forderte der Kanzler Michael de la Pole, der aus einer Kaufmannsfamilie stammte und von Richard in das höchste Staatsamt entsandt worden war, ungewöhnlich hohe Geldleistungen zur Landesverteidigung. Die Lords und Commons lehnten empört ab und erzwangen die Entlassung de la Poles und des Schatzmeisters John Fordham. Darüber hinaus setzte das selbst nur sporadisch tagende Parlament durch, dass dem König ein ständiges Kontrollgremium zur Seite gestellt werden sollte. Der König begab sich im Februar 1387 auf eine Rundreise durch England, um sich Unterstützung gegen das Parlament zu verschaffen. Zunächst bildete er ein Richterkollegium, das die Beschlüsse des „Wundervollen Parlaments“ für ungültig erklärte und Hochverratsverfahren gegen die Oppositionsführer vorbereitete. Diese reagierten prompt und zogen Truppen zusammen, die Richard II. in London gefangen setzten. Ein königstreues Entsatzheer wurde im Dezember 1387 bei Radcot Bridge in Oxfordshire zerschlagen. Im Februar 1388 berief die Opposition das „Gnadenlose Parlament“ ein. Es verhängte auf rechtlich nur wenig abgesicherter Grundlage mehrere Todesurteile gegen Berater und Verbündete des Königs. Zentrale Wortführer dieser Opposition waren Thomas of Woodstock, 1. Duke of Gloucester, ein Onkel Richards, Henry Bolingbroke, Earl of Derby, ein Vetter des Königs, Thomas de Beauchamp, 12. Earl of Warwick, Richard FitzAlan, 11. Earl of Arundel, und Thomas Mowbray, 1. Earl of Nottingham. Als Lords Appellant sind sie in die Geschichte eingegangen. Richard war dadurch in seiner personellen Machtstruktur getroffen, persönlich gedemütigt und wurde um den Jahreswechsel 1387/88 sogar für ein paar Tage abgesetzt, dann aber wieder als König anerkannt, weil seine Gegner sich nicht auf einen Nachfolger einigen konnten. Schon bald nach dem Wirken des „Gnadenlosen Parlaments“ konnte Richard II. jedoch langsam wieder an Einfluss gewinnen. Die Sympathien, die zuvor klar auf Seiten der Opposition gelegen hatten, wanderten zu dem jungen König zurück. Allmählich konnte er die vom Parlament aufgezwungenen Berater aus ihren Ämtern entfernen. Im Dezember 1389 kehrte auch John of Gaunt nach England zurück.
Inzwischen war der Krieg gegen Frankreich eingeschlafen. Zwei Jahre nach dem Tod seiner ersten Gemahlin heiratete Richard 1396 die siebenjährige Prinzessin Isabella von Valois, Tochter des Königs von Frankreich. Diese Ehe, Teil eines Abkommens mit Frankreich, das einen 28-jährigen Waffenstillstand während des Hundertjährigen Krieges vorsah, endete faktisch 1399 mit Richards II. Absetzung und blieb aufgrund des Alters von Isabella ebenfalls kinderlos. Obwohl die Verbindung politisch war, entwickelte sich zwischen dem König und dem Kind eine respektvolle Beziehung. Die vorübergehende militärische Entlastung durch den Waffenstillstand in Frankreich ermöglichte es Richard, in Irland einzufallen und die englischen Herrschaftsstrukturen, die seit der Regierungszeit von Heinrich II. zerfallen waren, wieder zu festigen.
Die diplomatischen und militärischen Erfolge stärkten das Ansehen des jungen Königs, was sich auch in seiner üppigen Hofhaltung widerspiegelte. Der Hof erlangte unter Richard II. die Funktion eines kulturellen Zentrums, die er erst wieder unter den Tudorkönigen ausfüllte. Verfeinerte Sitten, ein luxuriöser Lebensstil und die Förderung der Literatur um Englands größten spätmittelalterlichen Dichter Geoffrey Chaucer waren Charakteristiken des englischen Hofs unter Richard II. Unter seiner Herrschaft setzte sich Englisch endgültig gegen Französisch als Sprache der Herrschaftsschicht durch.

## Die Tyrannei Richards II.

Richard ergänzte sein Wappen um das König Eduards des Bekenners, um an dessen Tradition anzuknüpfen

Im Sommer 1397 sah Richard die Zeit gekommen, sich für die Demütigungen durch das „Gnadenlose Parlament“ zu rächen. Es begann eine Phase, die in der englischen Geschichtsschreibung allgemein als „Tyrannei Richards II.“ bezeichnet wird. Thomas Mowbray, einer der Appellants von 1387, informierte den König über eine Verschwörung gegen ihn, die insbesondere von Thomas Woodstock angeführt werde. Woodstock wurde festgenommen und nach Calais gebracht. Dort stand er unter der Aufsicht seines Anklägers Mowbray und starb unter ungeklärten Umständen. Mowbray stieg zum Duke of Norfolk auf. Eine Prozesswelle gegen die meisten Oppositionsführer des „Gnadenlosen Parlaments“ folgte, die aber meist mit Geldstrafen oder Verbannung, seltener mit Todesurteilen endete. Arundel war einer derjenigen, die als Verräter verurteilt und geköpft wurden; Warwick wurde verbannt. Schließlich waren von den Appellants nur noch Henry Bolingbroke, der Sohn Johns of Gaunt und spätere König Heinrich IV., kurz nach den Ereignissen von 1388 um Ausgleich mit seinem königlichen Vetter bemüht, und Thomas Mowbray übrig geblieben. Während die Prozesswelle rollte, klagten sich die beiden plötzlich gegenseitig an. Mowbray warf Henry Hochverrat vor, Henry bezeichnete Mowbray als Mörder Woodstocks. Am Ende wurde gegen Mowbray lebenslange Verbannung angeordnet, Henry 1398 für die Dauer von zehn Jahren aus England verbannt. Als kurz darauf John of Gaunt starb, verlängerte der König diese Verbannung auf Lebenszeit, um sich das reiche Erbe Henrys anzueignen. Als Richard jedoch zu einem zweiten Irlandfeldzug aufbrach, landete Bolingbroke in Yorkshire und erhielt sofort einen gewaltigen Zulauf aus nahezu dem gesamten englischen Adel. Der König kehrte umgehend aus Irland zurück, doch bereits in Wales löste sich sein Heer auf und lief zum Großteil zu Henry über.

## Richards Tod

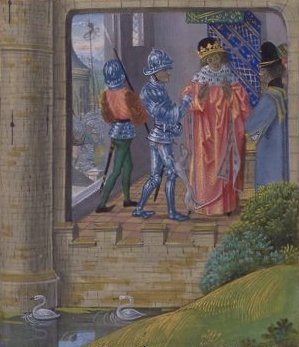
Richards Verhaftung 1399

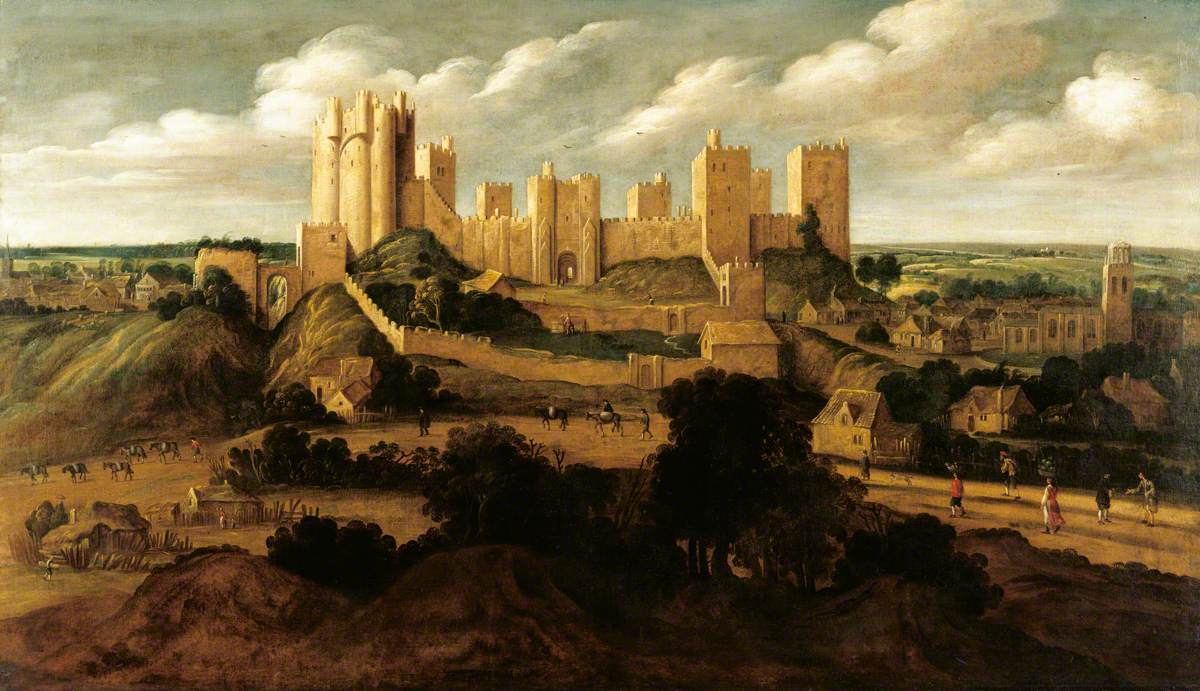
Darstellung von Pontefract Castle (um 1620)

Als Richard von Henry Bolingbroke die Zusicherung bekam, am Leben gelassen zu werden, ergab er sich am 19. August 1399 in Flint Castle. Richard kehrte somit als Gefangener Henrys nach London zurück und wurde hier am 1. September im Tower of London inhaftiert. Um die Krönung Henry Bolingbrokes zu ermöglichen, wurde Richard II. wahrscheinlich gezwungen, zugunsten des neuen Königs Heinrich IV. abzudanken. Was genau mit Richard II. nach der Amtsenthebung durch seinen Vetter geschah, kann nur vermutet werden. Wahrscheinlich wurde Richard Ende des Jahres 1399 nach Pontefract Castle in Yorkshire verlegt, wo er Anfang 1400 starb. Das gescheiterte „Epiphany Rising“, bei dem treue Angehörige Richards, u. a. die Earls of Huntingdon, Kent und Rutland, sowie Thomas le Despenser, im Dezember 1399 geplant hatten, die kommende Feier zum Dreikönigstag in Windsor Castle zu stürmen, dort Heinrich IV. und seinen Sohn zu entführen und Richard II. zu befreien, könnte Heinrich dazu veranlasst haben, Richard umbringen zu lassen. Es wird davon ausgegangen, dass Richard um den 14. Februar 1400 auf Pontefract Castle verhungerte.
Während der Regentschaft Heinrichs V. kamen Gerüchte auf, dass Richard noch am Leben sein könnte. Unterstützt wurde diese Vermutung durch einen Mann, welcher sich in Schottland als Richard ausgab und zum Aushängeschild für einige Intrigen gegen das Haus Lancaster wurde. Dieser nicht näher beschriebenen Person wird allerdings in den zeitgenössischen Quellen eine psychische Erkrankung nachgesagt. Fakt ist, dass Heinrich V. 1413 den Leichnam Richards II. von King’s Langley in die Westminster Abbey verlegen ließ. Hier wurde Richard in einem von ihm selbst konzipierten Sarg beigesetzt, in welchem bereits die Gebeine seiner Frau Anne von Böhmen lagen.

## Rezeption
Richard II. ist die titelgebende Hauptfigur von William Shakespeares Drama Richard II.
Das persönliche Emblem Richard II., der Weiße Hirsch, ist das Vorbild für den fünfthäufigsten Gasthausnamen in England, „White Hart Inn“. Ein derartiges Lokal war vermutlich seinerseits Namenspatron der White Hart Lane in London, an welcher das Fußballstadion von Tottenham Hotspur steht.